# Široki Brijeg (kommun)
Kommunen Široki Brijeg (kroatiska: Grad Široki Brijeg, kyrillisk skrift: Град Широки Бријег) är en kommun i kantonen Västra Hercegovina i sydvästra Bosnien och Hercegovina. Kommunen hade 28 929 invånare vid folkräkningen år 2013, på en yta av 387,59 km².
Av kommunens befolkning är 99,60 % kroater, 0,16 % serber, 0,04 % albaner och 0,02 % bosniaker (2013).